# Begonia nigritarum
Begonia nigritarum là một loài thực vật có hoa trong họ Thu hải đường. Loài này được Steud. mô tả khoa học đầu tiên năm 1821.

## Hình ảnh

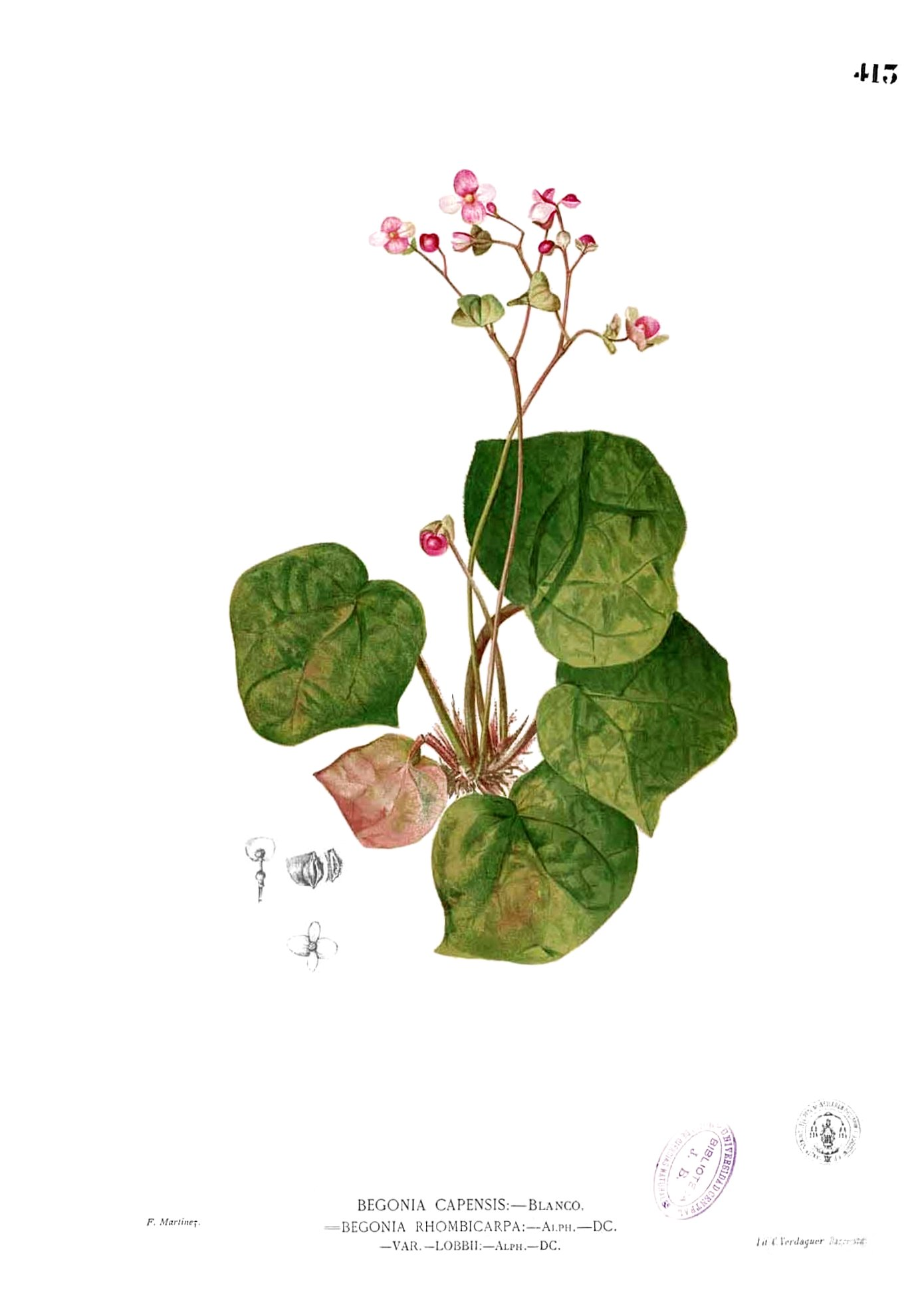
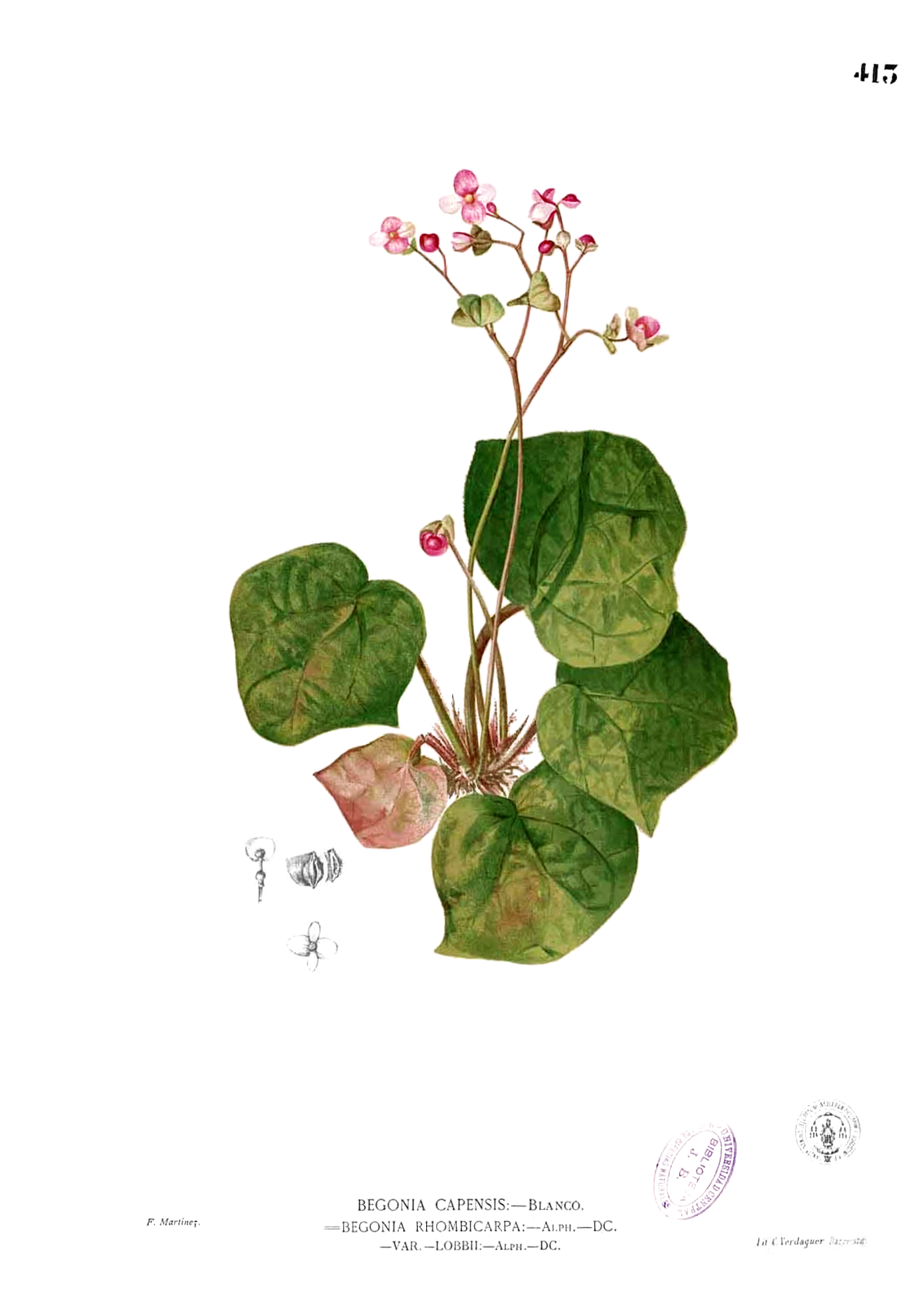